# Stelis septicola
Stelis septicola là một loài thực vật có hoa trong họ Lan. Loài này được Luer & Endara mô tả khoa học đầu tiên năm 2007.